# Andragogia
L'andragogia è una teoria dell'apprendimento ed educazione degli adulti nata nel 1980. Il termine è stato coniato in analogia a quello di pedagogia, che deriva dal greco παῖς pais, bambino, e ἄγω ago, condurre. Si tratta di un modello incentrato sui bisogni e gli interessi di apprendimento degli adulti (i quali in generale sono diversi da quelli dei bambini), che ha trovato in Malcolm Knowles il suo massimo esponente.

## Storia
Il termine andragogia viene considerato all'interno di una categoria molto più vasta, che è quella dell'educazione degli adulti (EDA), la quale è stata da sempre un'importante forma di educazione sistematica. Già i grandi maestri filosofi pongono l'attenzione sull'adulto, come un soggetto ancora in apprendimento nonostante non sia più bambino. Tra i nomi più illustri che si sono interessati di educazione degli adulti rientrano Socrate (469 a.C. - 399 a.C.) il quale riflette sulla qualità e non sulla quantità dell'apprendimento: le persone sanno di non sapere e di conseguenza devono saper partire da sé stessi per educarsi e conoscere, come sostiene la moderna autoeducazione. Di fatto, l'uomo deve imparare a riconoscersi e a conoscere i suoi limiti ed essere solidale con gli altri. Platone nella sua opera la Repubblica (390 a.C. - 360 a.C.), afferma che l'uomo saggio è il filosofo, quindi una figura adulta, Aristotele (383 a.C. - 322 a.C.) nello stato ideale che identifica e Sant'Agostino (354 d.C.- 430 d.C.) affermano che l'adulto è in grado di apprendere nuovamente e di rieducarsi. Successivamente vi sono altri filosofi dei tempi antichi che considerano l'adulto come un essere in grado di apprendere, tra questi Confucio, Lao Tzu, Gesù e Cicerone. Grazie alle loro esperienze con gli adulti, questi maestri considerano l'apprendimento come un processo di ricerca attiva, non come una ricezione passiva di contenuti, e inventano tecniche per coinvolgere attivamente i discenti. Al contrario, nelle scuole per bambini e per ragazzi (attive in Egitto fin dal IV millennio a.C.) si sviluppa una pedagogia "gerarchica" e "verticale" che attribuisce all'insegnante la piena responsabilità delle decisioni riguardo ai contenuti, le modalità e la valutazione di tutto quello che è oggetto di apprendimento. Si tratta di un'istruzione guidata dal docente, che lascia al discente il ruolo subordinato di seguire le istruzioni impartite.
Nell'età moderna l'educazione viene vista come necessità di alfabetizzazione, ciò che ridimensiona l'adulto e gli dà dignità. I protagonisti di questa corrente sono Martin Lutero (1456-1546), che pubblica le 95 tesi a Wittenberg in cui sostiene che l'uomo deve essere in grado di leggere la Bibbia in maniera autonoma, senza la presenza della Chiesa intesa come intermediaria tra l'uomo e Dio; allo stesso modo il teologo Melantone (1497-1560) organizza dei programmi di educazione degli adulti: di scrittura e di lettura. Un'altra figura importante di questo periodo è Comenio (1592-1679) che, consapevole della situazione del suo tempo, decide di aprire le porte dell'educazione a tutti (sia ai bambini che agli adulti) cominciando prima con l'acquisizione dell'alfabeto e poi di tecniche per un ascolto attivo, per saper scrivere e saper parlare in pubblico. L'alfabeto da lui utilizzato si organizza con la relazione tra la parola e il disegno di questa così che i discenti siano più facilitati nell'apprendimento.
Successivamente anche Jean-Jacques Rousseau parlerà dell'importanza dell'EDA (1712-1778) all'interno del testo intitolato "Le fantasticherie del passeggiatore solitario" in cui comincia a riflettere su sé stesso favorendo un'auto-ricostruzione di sé. Il filosofo Nicolas de Condorcet (1749-1794) parla di educazione degli adulti come espressione di libertà, dignità e autonomia. Il politico Benjamin Franklin (1706-1790) invece, istituisce la prima libreria pubblica di Philadelphia, aperta a tutti, compresi gli adulti, che vi si recano per imparare, apprendere e conoscere; il tutto finalizzato ad una riduzione dell'alto tasso di analfabetismo esistente in quegli anni e alla condivisione e scambio di sapere. Per concludere l'età moderna, non si può non citare Don Giovanni Melchiorre Bosco (1815-1888) il quale riconosce l'educazione come una possibilità di rieducarsi e reinventarsi.
Nell'età contemporanea rientrano importanti pedagogisti come John Dewey (1859-1952) il quale afferma che la formazione degli adulti si svolge attraverso l'esperienza; l'educatore Eduard C. Lindeman (1855-1953) e lo psicologo Edward Lee Thorndike (1874-1949), scrivono una rivista in cui riconoscono il fondamento scientifico dell'educazione degli adulti e vedono l'adulto come possessore di un sapere legato al mondo professionale. Il professore Cyrili O. Houle avrà un ruolo fondamentale in quanto applica il metodo sperimentale agli adulti e capisce che l'adulto apprende per uno scopo, per risolvere problemi, per l'interesse ad apprendere o per bisogni di crescita. Più tardi sarà Malcom Knowles ad approfondire questi studi sull'educazione degli adulti e a diventare il fondatore dell'andragogia e del modello andragogico. In tempi più recenti autori come Erik Erikson (1902-1998) con la teoria sullo Sviluppo Psicosociale e Jack Mezirow (1923-2014) con il modello del Transformative Learning, hanno apportato importanti contributi all'educazione degli adulti. Il pedagogista Ivan Illich (1926-2002) scrive Descolarizzare la società nel 1971 in cui critica la scuola come strumento di potere che insegna la cultura delle classi dominanti.

### Definizione di educazione degli adulti
La principale definizione di educazione degli adulti è quella inserita nella Dichiarazione UNESCO di Nairobi del 1976 che definisce l'EDA come: «L’insieme dei processi educativi (qualunque ne sia il contenuto, livello o metodo, formali o informali/non formali, che prolunghino o sostituiscano l’educazione iniziale dispensata da istituzioni scolastiche o universitaria, sotto forma di preparazione professionale) grazie ai quali persone considerate adulte dalla propria società di riferimento sviluppano le proprie attitudini, arricchiscono le conoscenze, migliorano le qualificazioni tecniche o professionali, fanno evolvere atteggiamenti e comportamenti nella duplice prospettiva di una crescita integrale dell’uomo e di una sua partecipazione a uno sviluppo socio-economico e culturale integrato».
Un'altra definizione viene data nel 2002 da Anna Maria Mariani che afferma «L’Educazione degli Adulti non pretende individuali titanismi di ascesa verticale su se stessi ma propone un allargamento delle risorse cui attingere: pur partendo ciascuno dal proprio lago sepolto, si possono far crescere radici che affondino da tutti i lati possibili… affinché l’adulto possa rinascere più volte coinvolgendo identità personale e professionale, stili di vita e rapporti interpersonali nella paradossale ma non insensata capacità di modificare il proprio passato, oltre che di dirigere il presente e d’incidere sul proprio futuro. È questo che dovrebbe spingere l’adulto sulle vie della trasformazione». In Italia l'educazione degli adulti compare grazie a Duccio Demetrio che attraverso la rivista Adultità si interessa dell'apprendimento dell'adulto e definisce questo come costruttore della sua identità mediante un percorso continuo di adultizzazione. Questo processo avviene durante tutto il corso di vita (20-80 anni) con scopi e valori diversi. Nel 2003 l'autore afferma: «L'educazione degli adulti è quell'attività spontanea, casuale o progettata nel corso della quale, o dopo la quale, si avverta di aver appreso nozioni, metodi, modalità cognitive, comportamenti, significati prima sconosciuti o conosciuti non direttamente o per approssimazione. In grado di problematizzazione critica (livello concettuale), di fornire suggerimenti per esplorare la realtà (livello empirico) e dare orientamenti per l'azione (livello pragmatico)» e continua poi nel 2011 sostenendo che «Non è possibile limitarsi soltanto a considerare scopi e criteri di natura trasmissiva per lo più connessi con le ingegnerie della formazione, ai pacchetti di skills... azioni in grado di introdurre nella vita dei soggetti variazioni esistenziali e comportamentali di più ampio peso.»
I due termini "educazione" e "adulti", sono spesso considerati opposti tra loro, andando a creare così un ossimoro che Elena Marescotti nel 2012 esplicita affermando che spesso si intende l'adulto come un uomo cresciuto e maturo che per questa sua condizione non ha necessità d'apprendimento in quanto l'educazione è intesa come crescita, sviluppo e maturazione. In realtà, l'adulto ha bisogno di venir educato per una formazione auto-formativa in cui dev'essere in grado di acquisire autonomia e capacità di imparare ad imparare come si afferma nel Rapporto Delors del 1996. L'educazione secondo Jacques Delors deve far emergere i talenti nascosti (intesi come potenziali) della persona per favorirne il suo pieno sviluppo.
L'UNESCO, a partire dal 1949 indice la prima Conferenza Mondiale sull'Educazione degli Adulti che si susseguirà poi circa ogni dodici anni. La Conferenza di Parigi del 1985 dichiara l'importanza del Right to learn in quanto questo viene definito come la chiave per la soluzione all'analfabetismo e per lo sviluppo della persona e, inoltre, gli adulti vengono invitati a prendere nuovamente in mano il loro destino. Nel 2009 invece si discute del Right to literacy nella Conferenza di Belém in cui vengono definite delle linee guida sull'educazione degli adulti per il futuro.
A questo punto è importante specificare che l'educazione degli adulti racchiude l'andragogia. Quest'ultima infatti, è una tecnica di apprendimento, un modello, anzi il primo modello dell'educazione degli adulti ed è per questo motivo che spesso si fanno coincidere i due termini.
L'EDA infatti è un sotto insieme del Life Long Learning e dell'apprendimento permanente. All'interno di questa rientrano Lifelong Education inteso come un'educazione lungo tutto l'arco della vita, la formazione degli adulti intesa come l'insieme dei processi di insegnamento-apprendimento degli adulti, la formazione professionale intesa come l'insieme delle attività di addestramento effettuate all'interno del contesto lavorativo e la formazione continua che si riferisce alla permanenza e alla continuità nel tempo di attività formative.
L'educazione degli adulti interviene per risolvere dei momenti di difficoltà che questi affrontano che vengono definiti come transizione.

#### La transizione nell'educazione degli adulti
Il termine transizione deriva da transitio e significa passaggio, valico, movimento da...a. Le transizioni "disegnano" il corso di vita nella misura in cui la persona è in grado di costruire e gestire le stesse. Ha inoltre due valenze identificate dal prima e dal dopo in cui attraccherà la persona. Una transizione si verifica quando si rompe uno stato di stabilità, provocando dei sentimenti di instabilità, temporaneità e vuoto; la persona di conseguenza sarà dominata da incertezza e paura di ciò che potrebbe accaderle. Il transitore è colui che passa da una situazione ad un'altra, trascinando con sé qualcosa.
Per spiegare la transizione può essere utile presentare l'esempio della bilancia a due piatti in cui nel primo (quello più pesante) viene racchiuso l'esistente conosciuto, ad esempio le conoscenze e le abitudini. Nel braccio (definita da una linea obliqua che tende verso l'alto) troviamo la transizione caratterizzata da un alto livello di rischio e nel piatto della bilancia più leggero viene racchiuso il futuro promesso costituito da promozioni, cambiamenti o miglioramenti. Alla persona quindi risulterà complicato lasciarsi andare ad un futuro promesso che non si conosce e che andrebbe a sostituire il presente sicuro. Lo spostamento può venire frenato da una resistenza al cambiamento da parte dell'individuo che si focalizza nel presente senza dare una possibilità al futuro.
L'educazione e la formazione sono gli strumenti per procedere al cambiamento, in modo graduale, e per affrontare situazioni di difficoltà che caratterizzano la transizione.
Ci sono diversi autori che hanno definito vari modelli di transizione:
- Transition Model di William Bridges (1991): il modello evidenzia come la persona debba lasciare andare il passato e aprirsi verso una zona definita "grigia" o neutra caratterizzata da sensazioni di incertezza, senso di vuoto e caduta della motivazione, per giungere nel nuovo inizio inteso come un rinnovamento inevitabile;[9]
- Transition Curve di Hopson (1976): identifica la transizione come un motore di cambiamento. Istituisce sette fasi per spiegare il fenomeno che sono: immobilizzazione, reazione, dubbio su di sé, accettazione della realtà e lasciarsi andare, tentativi, ricerca di significato e integrazione;[10]
- Transtheoretical Model of Change di Prochaska e Di Clemente (1994): per loro il cambiamento può avvenire in un tempo a sei fasi a forma di spirale (poiché tiene conto delle possibili regressioni o dei possibili limiti riscontrabili). Queste fasi sono: pre-contemplazione che è una fase esterna alla spirale ed è intenzionale, avviene quando la persona ha paura di sbagliare e quindi pone una certa resistenza, contemplazione quando la persona ha voglia e intenzione a cambiare e va incoraggiata, preparazione per effettuare il cambiamento, azione inteso come il vero momento della transizione, mantenimento del cambiamento avvenuto e infine termine in cui il cambiamento è stabile nel tempo.[11]

### Definizione di adulto
Adulto deriva dal latino adultus e significa cresciuto, sviluppato; l'adulto è colui che ha compiuto la maggiore età e che è quindi in grado di compiere atti giuridicamente validi. Essere adulti è la capacità di agire responsabilmente per sé e verso altri.
Quando si parla di educazione si pensa ad un processo presente durante la vita in specifiche fasce di età: età scolare, adolescenza e giovane adultità. In realtà invece l'educazione è un processo, un insieme di fattori, che influenzano e modificano l'uomo durante tutto il corso della vita. L'educazione degli adulti, riguarda specifici destinatari e si avvale di particolari modalità didattico-metodologiche.
Ci sono varie motivazioni per cui è importante investire in questo processo:
- Per ridurre il numero di persone sotto-qualificate da un punto di vista professionale
- Per aumentare la capacità di partecipazione sociale e di impegno civico
- Per rendere disponibile il capitale sociale, precondizione per la crescita
- Per sviluppare l’apprendimento lavorativo e l’apprendimento nei contesti formali e informali
- Per favorire l’innovazione
- Per trasformare il mercato del lavoro
- Per generare coesione sociale

Come spiega Anna Maria Mariani nel 2002, investire sull'educazione degli adulti vuol dire dare una possibilità in più, perché l'adulto ha caratteristiche differenti da quelle del bambino: è dotato di autonomia, riflessività, pienezza di vita personale e sociale. Tutto questo non fa che arricchire il processo educativo proprio. Il processo di cui si parla può quindi essere definito problematizzante, poiché apre a nuove prospettive, consapevolezze ed incertezze.
La complessità del profilo dell'adulto può essere definita attraverso sei sotto-categorie:
1. Sviluppo bio-fisiologico: in questa sotto-categoria si prende in considerazione l'uomo come organismo, pertanto come massa sottoposta ad un processo biologico cellulare naturale denominato invecchiamento;
2. Sviluppo cognitivo e psicologico: lo sviluppo non dipende dall'età o dallo stadio di vita, né dalla sfida in sé, ma dall'interazione tra le risorse possedute dall'adulto, le richieste o il compito che ha di fronte e le circostanze tras-formative cui è sottoposto. In linea generale, per dare una localizzazione temporale, ci riferiamo all'adulto quando parliamo di una persona nel lasso di tempo che va dai 20 ai 64 anni;
3. Fattori socioculturali: è l'insieme di fattori socioculturali che prescrivono uno specifico impatto nello sviluppo/idea dell’adulto, dell’apprendimento e dell’educazione degli adulti;
4. Caratteristiche esperienziali e biografiche: eventi-chiave, traiettorie di vita, esperienze personali, storia familiare, storia formativa, esperienze del passato, ambiente relazionale e scolastico influenzano il posizionamento dell’adulto rispetto a sé/altri/realtà e la sua visione dell’educazione/apprendimento che lo riguarda;
5. Caratteristiche di ruolo: modificazione, perdita, acquisizione e ridefinizione dei ruoli sociali influiscono sullo sviluppo adulto (lavoratore/disoccupato; moglie/suocera; studentessa/figlia). A questi aspetti vanno a sommarsene altri quali: pressione, dissonanza, conformismo, anticonformismo, riconoscimento, accettazione all'interno di gruppi;
6. Caratteristiche di personalità: tratti e variabili individuali che rendono specifica la/ogni condizione adulta.

L'adulto in formazione ha determinate caratteristiche che determinano la sua esperienza in educazione, e sono:
- Non si considera più come un bambino a scuola (adult).
- È già all'interno (non all'inizio) di un processo (continuum) di crescita/sviluppo, anche se non ne è consapevole (process).
- Ha un bagaglio di esperienze, conoscenze, valori (package).
- Cerca uno scopo nella formazione (intention)
- Ha aspettative verso la formazione, non vuole perdere tempo (expectations)
- Ha propri/precisi interessi, anche per nulla attinenti alla formazione (interest)
- Ha già un proprio set di apprendimenti – formali, informali, non formali, taciti, nascosti - (pattern)

Per tutte queste ragioni l'adulto può porre anche delle resistenze, in forma di mislearning (quando una persona impara qualcosa in maniera non corretta, superficiale o non si impegna per impararla a fondo), di difesa (quando una persona rigetta l’idea di imparare qualcosa, erge uno scudo che protegge dal nuovo/ulteriore apprendimento percepito come destabilizzante) o di resistenza vera e propria (quando una persona resiste al cambiamento, o perché qualcosa glielo impedisce, o per scelta).

## Il modello andragogico
L'andragogia, secondo il suo autore di riferimento Malcom Knowles, è «L'arte e la scienza per aiutare l'adulto ad apprendere». Il termine andragogia venne ufficialmente coniato nel 1833 in Germania, ad opera di Alexander Kapp e quindi riconsiderato in Germania, Paesi Bassi, Gran Bretagna e negli Stati Uniti solamente più di un secolo dopo. L'autore lo utilizza per la prima volta nel 1968, quando intitolerà un suo articolo Androgogy not Pedagogy, scrivendo il vocabolo in forma sbagliata. Nel 1981 il termine, dopo essere stato utilizzato nel titolo del suo libro The modern Practice of Adult Education. From Pedagogy to Andragogy diventa ufficiale e viene inserto all'interno del Webster Dictionary. L'andragogia quindi diventa una nuova pratica di educazione degli adulti che si basa sulla spiegazione di come l'adulto apprende e fornisce indicazioni sulla pratica da seguire per realizzare l'apprendimento. È inoltre riconosciuta come la prima Teacher and Learning Theory che fornisce un profilo ideale dell'adulto che apprende. Il modello di formazione proposto dall'andragogia si realizza a partire da una progettazione diversa dal modello tradizionale. Quest'ultimo generalmente è costituito da fasi definite (analisi dei bisogni, definizione degli obiettivi, scelta di strumenti e metodi, applicazione e valutazione) che si susseguono una dopo l'altra e che vedono la figura del formatore come unico progettatore della formazione. Il modello andragogico invece pone al centro la figura del learner (colui che apprende) che diventa parte attiva e partecipe durante tutto il processo e che affianca il formatore anche nella progettazione del percorso formativo.

### I principi dell'andragogia
Numerose ricerche fanno ipotizzare che, man mano che gli individui maturano, il loro bisogno e la loro capacità di essere autonomi, di utilizzare la loro esperienza di apprendimento, di riconoscere la loro disponibilità ad apprendere e di organizzare il loro apprendimento attorno a problemi della vita reale crescano costantemente dall'infanzia fino alla preadolescenza e poi assai rapidamente durante l'adolescenza. In rapporto con un alto grado di indipendenza la pedagogia viene applicata in modo inappropriato.
La teoria andragogica sviluppata da Malcolm Knowles si basa su degli assunti che hanno subito diverse modifiche nel corso del tempo: inizialmente erano soltanto quattro, che però sono stati spesso modificati tra il 1975 e il 1980. Nel 1984 l'autore decise di aggiungerne un altro (il numero 6) e tra il 1989 e il 1990 aggiunse l'ultimo (il numero 1) e completò quelli che oggi sono i sei assunti fondamentali dell'andragogia che ruotano attorno all'apprendimento adulto.
1. Il bisogno di conoscere: gli adulti sentono l'esigenza di sapere perché occorra apprendere qualcosa. Allen Tough (1979) ha scoperto che quando gli adulti iniziano ad apprendere qualcosa per conto loro investono una considerevole energia nell'esaminare i vantaggi che trarranno dall'apprendimento. Il primo compito del facilitatore dell'apprendimento è aiutare i discenti in questo risveglio di consapevolezza (Paulo Freire): egli può addurre come minimo degli argomenti sul valore dell'apprendimento nel migliorare l'efficienza della performance dei discenti o della loro qualità di vita;
2. Il concetto di sé del discente: man mano che una persona matura e diventa adulta, il concetto di sé passa da un senso di totale dipendenza ad un senso di crescente indipendenza ed autonomia. L'adulto deve sentire che il proprio concetto di sé viene rispettato dall'educatore e quindi deve essere collocato in una situazione di autonomia (contrapposto a una situazione di dipendenza;
3. Il ruolo dell'esperienza: la maggiore esperienza degli adulti assicura maggiore ricchezza e possibilità d'utilizzo di risorse interne. Qualsiasi gruppo di adulti sarà più eterogeneo – in termini di background, stile di apprendimento, motivazioni, bisogni, interessi e obiettivi – di quanto non accada in gruppi di giovani. Da qui deriva il grande accento posto nella formazione degli adulti sull'individualizzazione delle strategie d'insegnamento e di apprendimento, sulle tecniche esperienziali piuttosto che trasmissive e sulle attività di aiuto tra pari. La maggiore esperienza può avere anche tratti negativi, nel senso di una maggiore rigidezza negli abiti mentali, delle prevenzioni, delle presupposizioni e nella chiusura rispetto a idee nuove e diverse modalità di approccio. Un'altra ragione che sottolinea l'importanza dell'esperienza è che, mentre per i bambini l'esperienza è qualcosa che capita loro, per gli adulti essa rappresenta chi sono. Essi cioè tendono a derivare la loro identità personale dalle loro esperienze;
4. La disponibilità ad apprendere: quanto viene insegnato deve migliorare le competenze e deve essere applicabile in modo efficace alla vita quotidiana;
5. L'orientamento verso l'apprendimento: non deve essere centrato sulle materie ma sulla vita reale. Gli adulti infatti apprendono nuove conoscenze, capacità di comprensione, abilità e atteggiamenti molto più efficacemente quando sono presentati in questo contesto. Questo punto ha un'importanza cruciale nelle modalità di esposizione dell'insegnante, degli obiettivi e nei contenuti definiti e nella progettazione più generale dell'intervento formativo;
6. La motivazione: nel caso degli adulti le motivazioni interne sono in genere più forti delle pressioni esterne. Sempre Allen Tough (1979) ha riscontrato che tutti gli adulti sono motivati a continuare a crescere e a evolversi, ma che questa motivazione spesso viene inibita da barriere quali un concetto negativo di sé come studente, l'inaccessibilità di opportunità o risorse, la mancanza di tempo e programmi che violano i principi dell'apprendimento degli adulti. In questo gioca anche un ruolo fondamentale la promozione dell'autodeterminazione, soddisfacendo i bisogni psicologici innati di competenza, autonomia e relazione. La competenza consiste nel sentirsi capaci di agire sull'ambiente sperimentando sensazioni di controllo personale. L'autonomia si riferisce alla possibilità di decidere personalmente cosa fare e come. Il bisogno di relazione riguarda la necessità di mantenere e costituire legami in ambito sociale.

### Ruolo del formatore e del discente nel modello andragogico
Secondo questo modello, il formatore e il discente assumono responsabilità diverse rispetto a quelle della formazione tradizionale. Solitamente questa è di tipo contenutistico, diretta a trasmettere informazioni e abilità, ed è il formatore a progettare tutto il percorso, analizzando i bisogni, definendo gli obiettivi da raggiungere in base anche alle richieste della committenza, scegliendo metodi e strumenti da utilizzare nella scansione temporale stabilita e sarà sempre lui ad occuparsi della valutazione finale del percorso. I partecipanti devono quindi attenersi ad un'esperienza già fissata. Nel modello andragogico, invece viene attribuito un ruolo centrale ai partecipanti: questi diventano parte attiva del percorso, affiancando il formatore nella realizzazione dell'intera attività. Il formatore vede quindi modificato il suo ruolo: viene identificato come un facilitatore, un consulente, una guida, un accompagnatore che deve riuscire a coinvolgere le persone facendole partecipare senza però forzarle, deve sapere lavorare sulle soft skills e porsi "dietro le quinte" per lasciare la scena ai suoi discenti. Conosce gli adulti, crea con essi un legame, li assiste e li accompagna nel diagnosticare gli obiettivi e nel percorso di raggiungimento di questi facendo in modo che si crei un clima positivo e collaborativo. Cerca inoltre di alimentare in essi motivazione e spirito di partecipazione, fa in modo di renderli consapevoli dell'importanza del percorso che andranno ad affrontare dal momento che saranno loro stessi gli autori della formazione. In questo modo affronteranno con uno spirito diverso l'attività e sapranno riconoscere lo sviluppo dell'apprendimento che si genererà in loro mediante le varie attività che svolgeranno.

### Il modello circolare a 8 fasi
Il modello andragogico è di tipo processuale, ovvero vuole fornire procedure e risorse per aiutare i discenti ad acquisire informazioni e abilità. Si concretizza in 8 fasi circolari che favoriscono la realizzazione del learning contract per sostenere la motivazione, la partecipazione, la volontà e l'impegno.
1. Preparare i discenti: in questa prima fase il formatore fornisce informazioni, prepara alla partecipazione, aiuta a sviluppare aspettative realistiche e inizia a pensare ai contenuti di apprendimento assieme ai partecipanti. L'adulto è portato quindi a riflettere su sé stesso affinché capisca il motivo della sua presenza in quel contesto e comincia un percorso di conoscenza reciproca con le parti coinvolte;
2. Creare il clima: il clima della formazione vuole essere rilassato, fiducioso, rispettoso, informale. Si concretizza nella realizzazione di collaborazione, sostegno, apertura umanità e autenticità tra le parti. Nello specifico, si parla di clima fisico, relativo all'ambiente fisico in cui si realizza l'attività (la scelta della location deve essere accurata e favorire una formazione rilassata e piacevole), clima organizzativo in riferimento agli atteggiamenti del gruppo che possono ostacolare o facilitare l'apprendimento e clima umano, quello più importante, che deve connotarsi di rispetto, reciprocità e giusta informalità tra le parti coinvolte;
3. Progettare in comune: in questa fase ci si rifà a un meccanismo di progettazione condivisa tra discenti e facilitatore in cui tutti partecipano alla definizione del percorso che si andrà a realizzare;
4. Diagnosticare i bisogni di apprendimento: la definizione dei bisogni viene fatta mediante un'auto-valutazione, per cui l'esperto fornisce ai discenti gli strumenti e le procedure per raccogliere informazioni circa la loro preparazione e per individuare i gap di apprendimento esistenti. Uno strumento utile sono le scale di aiuto con cui emerge la discrepanza tra il livello di competenza esistente e quello richiesto;
5. Formulare gli obiettivi: anche in questo caso saranno i partecipanti a formulare gli obiettivi che si vogliono raggiungere durante il percorso, che verranno definiti a partire dai bisogni manifestati nella fase precedente;
6. Progettare le esperienze e le attività di apprendimento: a partire dalla definizione degli obiettivi sarà necessario identificare le attività di apprendimento che si vogliono attuare per raggiungerli. Tendenzialmente si scelgono attività esperienziali (lavori di gruppo, role playing, case study, metaplan..) che consentano ai partecipanti di essere coinvolti attivamente;
7. Gestire l'attività: questa fase riguarda la realizzazione pratica delle attività scelte in precedenza. Quindi si organizzano tutte le situazioni formative che erano state identificate con i partecipanti, per porli nella condizione di fare esperienza e di incrementare il loro livello di apprendimento;
8. Valutare i risultati di apprendimento: la valutazione non viene realizzata solo alla fine del percorso, ma è un processo continuo. Il formatore essendo sempre presente durante l'attività, può verificare l'andamento del percorso in itinere, inoltre è preferibile inserire diversi momenti di riflessione e di confronto con i partecipanti per verificare i punti di forza e di debolezza della formazione. La valutazione che viene fatta riguarda quindi:

- le reazioni al programma che si sta svolgendo: apprezzamento, sentimenti positivi o negativi,
- l'apprendimento: principi, fatti, tecniche che i partecipanti hanno acquisito,
- i comportamenti: i cambiamenti che i partecipanti manifestano nelle loro azioni durante tutto il percorso,
- i risultati: l'effettiva efficacia del percorso in termini di soddisfacimento degli obiettivi definiti.

## Critiche al modello andragogico di Knowles
Il modello di Knowles, così come viene definito, è stato criticato da alcuni autori contemporanei. Tra le più importanti critiche, vengono ricordate quelle mosse da Stephen Brookfield che critica tre principi del modello: self-direction, orientation e motivation, che a suo parere risultano essere problematici. Viene poi criticata la centralità attribuita all'esperienza: Knowles la intende come esperienza precedente, ma la critica che viene mossa riguarda il fatto che, sebbene sia giusto valorizzare le esperienze che l'adulto ha già svolto, bisogna considerare anche che esse potrebbero costituire una barriera per l'apprendimento e che potrebbero renderne difficile la realizzazione. La teoria andragogica sembra poi non considerare il contesto storico-sociale in cui la persona viene collocata: è invece importante considerarlo proprio per l'influenza che questo può avere nello sviluppo della persona e per quanto possa andare ad incidere sull'intero percorso di apprendimento. Inoltre l'adulto definito dai sei principi, sembra essere riconosciuto come una sorta di adulto ideale e non come un ritratto concreto di adulto; come viene sostenuto nella teoria del Fully functioning person di Carl Rogers. Inoltre il modello di Knowles si trova a dover affrontare una contraddizione: da un lato vuole fondarsi sul modello umanistico, ponendo al centro l'individuo e la sua partecipazione attiva al percorso, ma dall'altro vorrebbe attribuirgli una struttura behaviorista che evidenzia l'importanza del comportamento dell'individuo a scapito delle sensazioni e delle emozioni. Questo è effettivamente difficile da realizzare all'interno di un unico modello.

## La relazione dinamica tra andragogia e pedagogia
Il modello andragogico, secondo la concezione di Knowles, non è un'ideologia ma un sistema di diverse ipotesi alternative ed è stato per lungo tempo messo agli antipodi della pedagogia. Sembrava infatti che inizialmente l'andragogia fosse un modello dedicato solo agli adulti e che la pedagogia si riferisse principalmente all'apprendimento scolastico dei bambini.
Dopo la pubblicazione del 1970 The modern practice of Adult Education: Andragogy versus Pedagogy, nella quale Knowles sosteneva l'opposizione esistente tra andragogia e pedagogia, vennero comunicate le esperienze di numerosi insegnanti delle scuole elementari e medie che applicavano in alcuni contesti il modello andragogico con successo, e formatori di adulti che invece sostenevano che tale modello non funzionava. A partire da queste considerazioni, l'autore continuò a lavorare sul suo modello e nel 1980 pubblicò un altro testo dal titolo The modern Practice of Adult Education. From Pedagogy to Andragogy in cui i due modelli venivano adeguatamente correlati e non più visti in una prospettiva di discontinuità. Questo significa che il modello pedagogico e quello andragogico possono in qualche modo fondersi tra loro per favorire adeguati esiti di apprendimento. I formatori hanno quindi la responsabilità di verificare quali ipotesi tra i due modelli siano realizzabili in una data situazione. Per esempio, quando i discenti sono molto dipendenti (come quando entrano in un'area contenutistica totalmente estranea), quando non hanno mai avuto in effetti esperienza con una certa area di contenuti, quando non ne comprendono la pertinenza con i compiti o i problemi della loro vita reale, quando hanno bisogno di accumulare un certo insieme di contenuti base per una determinata performance e quando non avvertono il bisogno di apprendere quel contenuto, allora bisogna insegnare loro applicando il modello pedagogico. Allo stesso modo gli insegnanti possono inserire assunti andragogici ai loro percorsi per renderli più efficaci e realizzare un insegnamento che non si caratterizzi solo dalla trasmissione di contenuti ma che coinvolga maggiormente i partecipanti, in un clima positivo, di rispetto e fiducia e riconoscendoli in qualche modo responsabili della loro formazione.